# Lophocampa pectina
Lophocampa pectina är en fjärilsart som beskrevs av William Schaus 1896. Lophocampa pectina ingår i släktet Lophocampa och familjen björnspinnare. Inga underarter finns listade i Catalogue of Life.